# Biniș
Biniș – wieś w Rumunii, w okręgu Caraș-Severin, w gminie Doclin. W 2011 roku liczyła 704 mieszkańców. 